# Le belle famiglie
Le belle famiglie è un film diretto da Ugo Gregoretti.
È composto da quattro episodi: Il principe azzurro, Il bastardo della regina, La cernia e Amare è un po' morire (quest'ultimo con Totò).

## Trama

### Episodi

#### Il principe azzurro
Maria è una povera contadina siciliana, figlia di una famiglia di cafoni che la maltrattano e vogliono farle sposare Francesco, un uomo deforme, rozzo e manesco. La ragazza trova confidenza solo nella scrittrice Donna Lucrezia, a cui manda numerose lettere chiedendole di aiutarla. La donna risponde dicendo a Maria di crearsi un'immaginazione completamente diversa della sua famiglia e di Francesco, ma ciò servirà solo a peggiorare le cose e per di più ad alimentare la credenza che Maria sia impazzita, così il padre, dato che lei non vuole sposare Francesco, minaccia di mandarla dalle monache. Maria il giorno dopo lo insegue per sottomettersi al suo volere ma poi ci ripensa. Alla fine entrerà in convento.

#### Il bastardo della regina
Una coppia aristocratica del nord-Italia sta passando brutti momenti: una sera Carla realizza che il marito Uberto non l'ama più e così assume, sotto consiglio di un'amica e collega di disegno, un cameriere vietnamita (figlio illegittimo dell'ex regina del suo Paese) affinché renda Uberto geloso. Contro ogni sua aspettativa Uberto mostrerà approvazione per l'iniziativa della moglie e addirittura attrazione fisica per il cameriere.

#### La cernia
Il donnaiolo romano Luigi viene scaricato dalla sua ragazza Camilla e così torna a casa di notte passeggiando per la spiaggia. Qui trova una tenda con due persone che dormono: è una coppia tedesca e Luigi ne approfitta per pomiciare con la donna che subito si innamora di lui. Il giorno dopo torna dai suoi amici per rivelare il suo incontro con la tedesca e promette loro di fargliela vedere mentre si spoglia. Una sera Luigi insieme a Trude e al marito va a ballare in un ristorante sulla costa; per allontanarsi, Luigi fa conoscere il marito a Camilla e subito scappa nella spiaggia, nel frattempo raggiunta anche dai suoi amici. Questi vedono dunque la tedesca spogliarsi ma non trovando nulla di eccitante in lei se ne vanno scontenti. Luigi si offende e fa per andarsene, ma Trude lo trascina in acqua ricordandogli la promessa che avrebbero fatto un bagno nel mare. Il poveretto cede e quando torna nella spiaggia e adocchia una tenda con due persone lo aspetterà un'amara sorpresa.

#### Amare è un po' morire
Filiberto Comanducci è il presidente di una fabbrica. Ammalato e costretto a letto, viene assistito dall'amorevole moglie Esmeralda. Il medico gli consiglia di fare molta attività fisica e così Filiberto si ritrova a pedalare sulla cyclette, mentre Esmeralda corre via ad assistere un suo amante, anche lui malato: il marchese Osvaldo, che è amico del marito. 
 Quando entrambi guariscono, Esmeralda troverà una terza persona da curare.